# Диспозиција
Диспозиција је претпостављена, релативно трајна, неуропсихичка структура која представља основу за неко својство или делатност организма. Испољава се као урођена или стечена спремност, тенденција или склоност ка одређеном типу реаговања у одређеним ситуацијама.